# 그물총

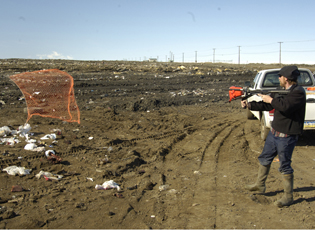
USDA 연구원이 조류 인플루엔자 테스트를 위해 야생 조류를 안전하게 포획하기 위해 발사한 그물총

그물총 또는 넷건(net gun)은 표적을 얽어매는 그물을 발사하도록 설계된 비살상무기이다. 그물총은 야생 동물, 길 잃은 개, 심지어 항공기를 포획하는 데 오랫동안 사용되어 왔다. 인간을 제압할 수 있는 그물총이 등장했고, 최근에는 쿼드콥터도 개발됐다.

## 역사
그물총은 1969년 뉴질랜드인 콜린 브라운이 강도를 잡기 위해 경찰에 그물총을 팔려고 했을 때 발명됐다. 그의 발명품은 70년대에 시작되었지만 최근 법 집행용으로 설계된 그물 총이 발명될 때까지 야생 동물과 개를 제압하는데 성공했다.

## 같이 보기
- 지향성 에너지 무기